# Emília i Angelina Masachs Borruel

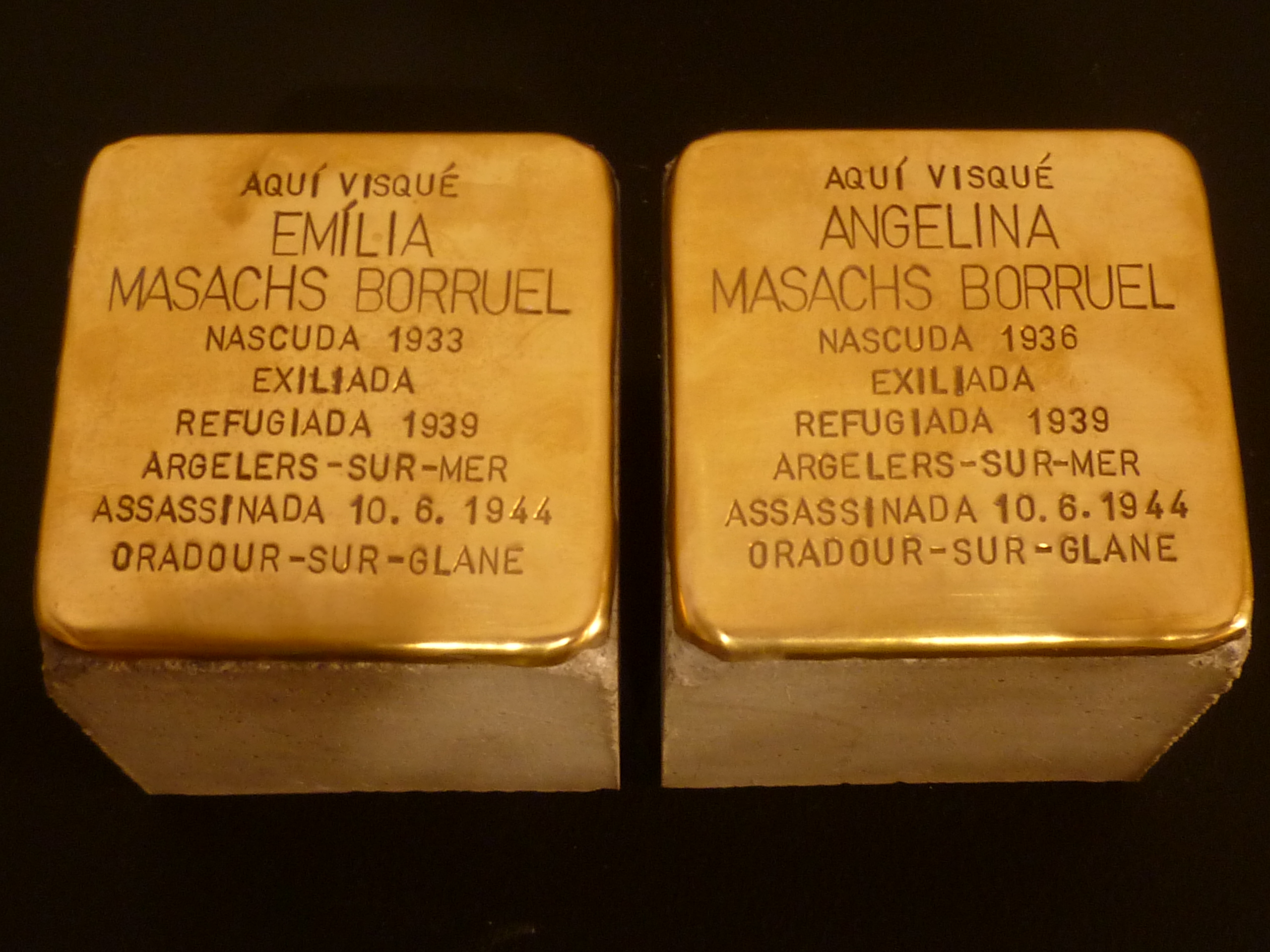
Llambordes stolpersteine en homenatge a les germanes Emília i Angelina Masachs Borruel (Genís Ribé / MHS).

Emília i Angelina Masachs i Borruel van ser dues germanes catalanes, filles d'exiliats republicans, que van morir, amb 11 i 7 anys respectivament, a la massacre d'Orador de Glana, el 10 de juny de 1944. Va ser, al final de la Segona Guerra Mundial, una de les matances de població civil més cruents i salvatges de tota la guerra, comesa per diverses unitats militars de l'exèrcit alemany nazi. Hi van morir un total de 642 persones, entre les quals 18 refugiats i refugiades d'Espanya. L'Ajuntament de Sabadell i el Memorial Democràtic van col·locar dues llambordes davant del darrer domicili on va viure la seva família en un acte institucional de record i memòria, el 10 de juny del 2018, just 74 després de la matança.

## La família Masachs Borruel
El pare, Joan Masachs Prats, va néixer a Sabadell el 2 de juny 1908. Vivia al carrer del Foment (actualment Vila Cinca), 58, i treballava en una filatura. La mare, Emília Borruel Carbó, nasqué a Zorita (Castelló) el 19 de setembre de 1907 i la seva família migrà cap a Sabadell vers el 1924; el 1930 vivien al carrer del Pare Clerch, 8 (finca encara de la família Borruel avui). Es casaren entre els mesos de febrer i març de 1932.
Emília Masachs Borruel nasqué al Consultori de Puericultura del carrer de l'Illa, 2 (La Maternitat), el 9 de febrer de 1933. Aleshores la família vivia al carrer del Foment, 58. L'any 1934 la família se’n va a viure a Barberà del Vallès. Angelina Masachs Borruel nasqué al Consultori de Puericultura del carrer de l'Illa, 2 (La Maternitat), el 22 d'agost de 1936. L'any 1936 vivien a l'avinguda del Primer de Maig, 50, a Barberà del Vallès, en un pis que hi havia damunt del conegut bar El Lliri, a la Creu de Barberà. Actualment aquesta adreça es troba dins del municipi de Sabadell, i coincideix amb l'adreça de la carretera de Barcelona, 558; el barri de la Creu de Barberà fou agregat a Sabadell l'any 1954. L'edifici de l'antic bar El Lliri, que entre els anys 1932 i 1967 portaven la Marina Masachs Prats –tieta de les dues nenes assassinades– i el seu marit –Josep Masachs Vilatarsana– i que després fou conegut com a “Cal Simonet”, es va enderrocar. Aquest tram de la carretera de Barcelona ha canviat diverses vegades de nom: carrer de la Creu, avinguda Primer de Maig (1934-1939), avenida de la Cruz (1940-1950), carretera de Barcelona (a partir de 1960).

## Guerra Civil i exili a França

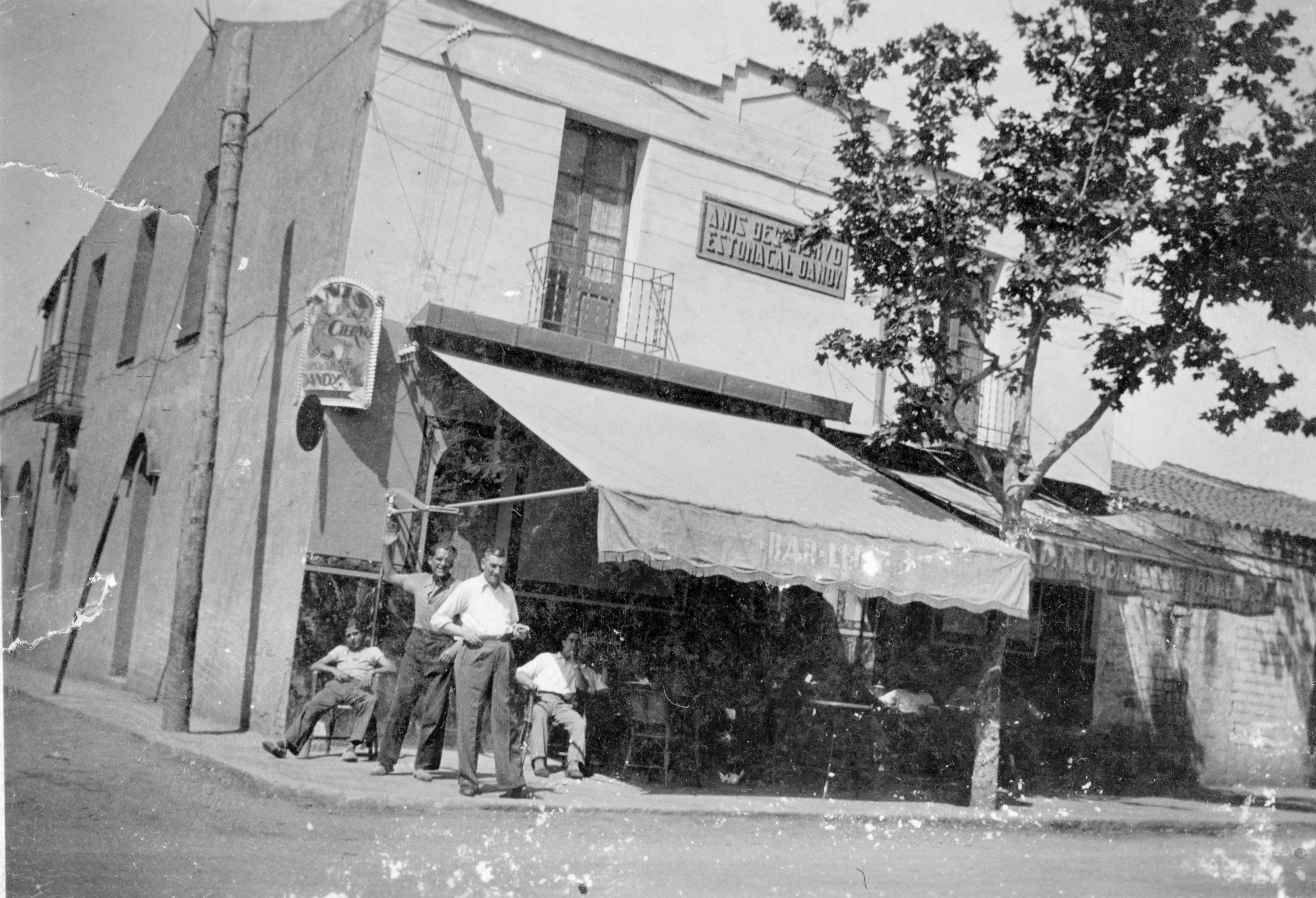
El darrer domicli de la família Masachs Borruel abans de marxar a l'exili el 1939 fou a la casa on hi havia el bar El Lliri, a la Creu de Barberà (Barberà del Vallès, ara Sabadell). Aquest establiment era a l'avinguda del Primer de Maig, 50, després avinguda de la Creu (ara carretera de Barcelona, 558); l'edifici va ser enderrocat a principis dels anys 2000. Imatge del 1936 (autor desconegut / AHS, cedida per Montserrat Masachs).

Amb l'esclat de la Guerra d'Espanya, en Joan Masachs s'allistà voluntari a l'exèrcit republicà, com a milicià de la columna Carles Marx. Amb la militarització d'aquest contingent passà a la 27 Divisió, 122 Brigada Mixta. Al final de la guerra consta que la família entrà a França cap al 12 de febrer de 1939. La mare, i se suposa que les dues filles també, són enviades a Saint Martin-Belle-Roche (Saône et Loire) fins al setembre 1939. Després són confinades al camp d'Argelers, fins al maig de 1940. Aleshores es retrobaren amb el pare: ell estava destinat a la 175ª CTE (Companyia de Treballadors Estrangers [Tercera República]) a Escolives (Yonne). Probablement treballava a la fàbrica d'avions subterrània de Cravant. El juliol de 1940 ell passà al 643è GTE (Grup de Treballadors Estrangers [Règim de Vichy]) d'Oradour-sur-Glane (Haute-Vienne). La mare i les dues filles el seguiren. Al 643è GTE treballà a pedreres, fusteries... El 1943 el reclamen per al Servei Obligatori (Alemanya o Mur de l'Atlàntic), i se li perd un xic la pista... La mare i les seves dues filles estaven instal·lades en el nucli de La Fauvette, a pocs quilòmetres d'Oradour, i les nenes anaven a les escoles del poble, on estaven plenament integrades.

## Segona Guerra Mundial i la massacre d'Oradour-sur-Glane
La família quedà atrapada en territori francès i enmig de l'ocupació alemanya, en el context de la Segona Guerra Mundial. Ja molt avançat aquest conflicte, el 10 de juny de 1944, la població d'Oradour-sur-Glane fou ocupada i massacrada pel destacament del 1r Batalló del 4t Regiment de la Panzergrenadier Der Führer, pertanyent a la Panzerdivision Das Reich de les Walfen-SS. Fou la matança de civils més gran de les comeses per les tropes alemanyes a França, coincidint amb la batalla de Normandia. En la massacre foren assassinades un total de 642 persones: 190 homes afusellats, 245 dones i 207 nens i nenes metrallats i cremats a l'església. Entre aquestes víctimes hi hagueren un total de 18 refugiats espanyols, entre les quals les germanes Emília i Angelina Masachs Borruel. Gairebé s'aniquilà tots els habitants de la vila, i es destruïren la major part dels edificis i de les infraestructures, quedant un rastre de ruïnes fumejants esfereïdor. En el moment de la matança a la vila hi vivien pensionistes i refugiats de classes acomodades, juntament amb nens originaris dels Migdia-Pirineus i de la Provença, així com diverses famílies espanyoles refugiades i exiliades, i també alsacians, lorenesos i jueus. Poc abans de l'entrada de les tropes a la vila, els dos grups escolars es preparaven per començar les classes de la tarda; les germanes Masachs estudiaven en aquestes escoles. Al final de la guerra aquestes ruïnes van ser mantingudes en el seu estat per ordre del govern francès de Charles de Gaulle, com a record d'aquest crim humanitari i símbol dels sofriments causats per l'ocupació i la barbàrie nazi.
Els pares de les dues nenes en els moments d'aquells fets no eren a la vila: el pare estava destinat a un Grup de Treballadors Estrangers i la mare era a la casa on vivien, en el nucli proper de La Fauvette, on es quedaren a viure un cop acabada la guerra. Allà mateix tingueren dos altres fills: Joan (1946-1998) i Maria Rosa (1947). En Joan Masachs treballava en una empresa fusteria de Dieulidou, de xofer. La família tornà poc després a Sabadell, tot i que havien demanat la naturalització francesa el 1948. A Sabadell visqueren en el mateix domicili de la Creu de Barberà, al pis de sobre el bar El Lliri, entre els anys 1948-1952/53; després se n'anaren a viure amb l'àvia al carrer del Pare Clerch, 8, a la Creu Alta, fins als anys 1955/56, en què s'establiren definitivament al carrer del Dr. Gimbernat, 68, pis (al barri de l'Eixample). La parella, Joan i Emília, va morir l'any 1979. Actualment encara és viva la segona filla del matrimoni Masachs-Borruel, na Maria Rosa, i altres membres de diferents branques familiars que resideixen, alguns, entre Sabadell i Barberà del Vallès.

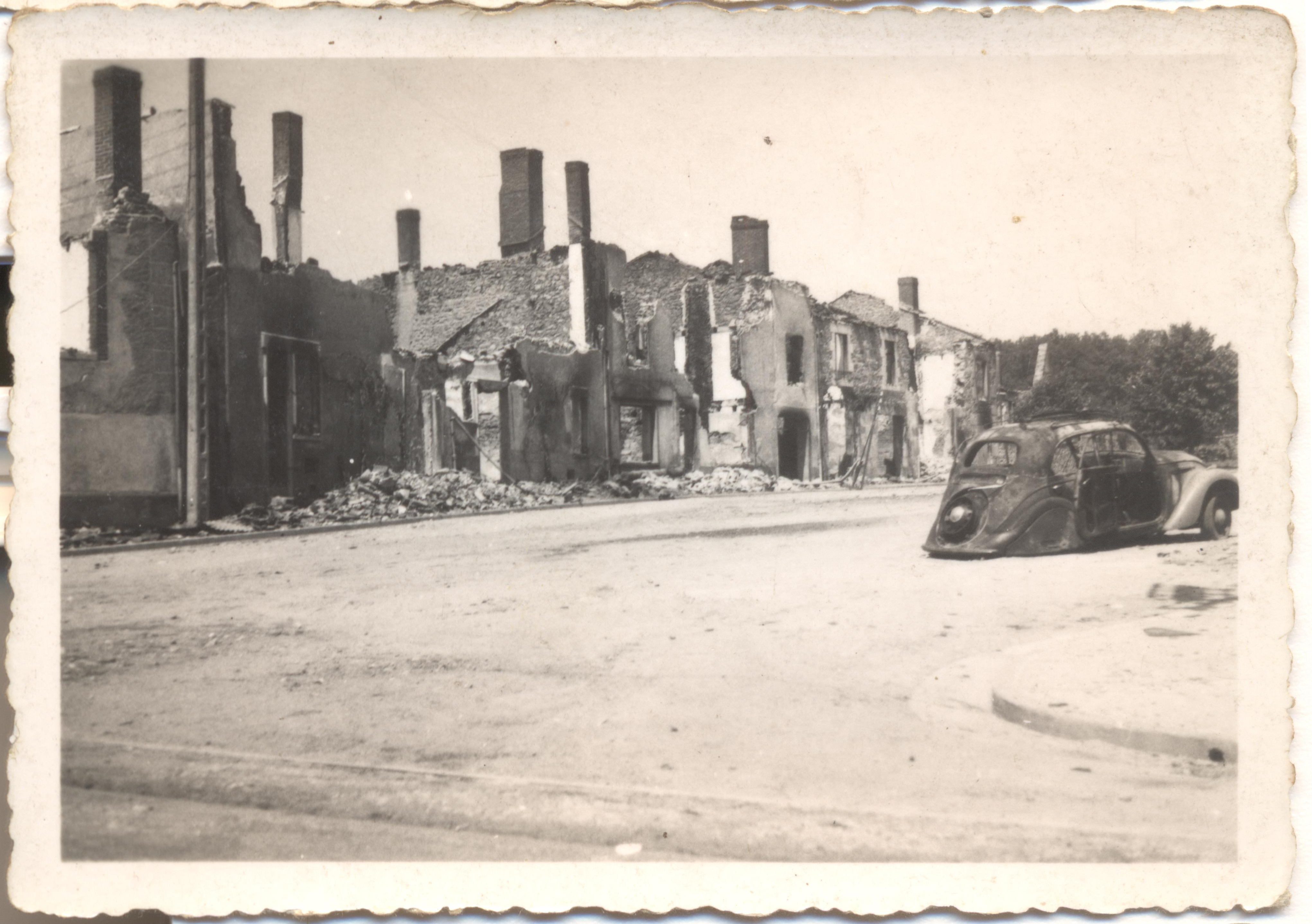
La vila d'Oradour-sur-Glane en ruïnes i destruïda als anys 1947-1948, retratada per Joan Masachs Prats, pare d'Emília i l'Angelina, poc abans de tornar a Sabadell (AHS, cedida per Maria Rosa Masachs).

## Lesstolpersteinea Sabadell
El 27 de gener de 2018 Sabadell va iniciar un homenatge molt especial en record a les víctimes de l'holocaust nazi, amb la col·locació de 23 llambordes stolpersteine en diferents punts de la ciutat. Aquesta iniciativa tindrà la seva continuïtat l'any vinent, entre els dies 26 i 27 de gener de 2019, coincidint amb el Dia Internacional de Commemoració en Memòria de les Víctimes de l'Holocaust, amb la col·locació de 39 noves llambordes. A Sabadell hauran estat objecte d'aquest sentit homenatge, finalment, un total de 61 deportats sabadellencs que hi van néixer i/o hi van tenir el seu darrer domicili en el moment de l'esclat de la Guerra Civil, moment clau que va marcar l'inici del seu itinerari cap a l'exili a França i a la seva deportació final als camps de concentració i d'extermini nazis en el marc de la Segona Guerra Mundial.
Amb la col·locació de les stolpersteine a Emília i Angelina Masachs i Borruel, Sabadell és la primera ciutat catalana i la segona de l'Estat espanyol que fa un homenatge, en origen, a unes de les víctimes d'aquells fets. I és la primera vegada que s'instal·len unes llambordes stolpersteine en record a unes víctimes del nazisme en sentit més ampli que no pas el de la deportació als camps d'extermini nazis. El mes de juny del 2018 Museu d'Història de Sabadell va obrir una petita mostra amb les dues llambordes dissenyades per l'artista alemany Gunter Demnig i amb documentació de l'arxiu familiar Masachs-Borruel per conèixer la història de vida que s'amagava darrere d'aquestes dues víctimes de la barbàrie nazi. Les dues stolpersteine van ser instal·lades davant del darrer domicili on va viure la família, a la Creu de Barberà, el 10 de juny del 2018, en un acte institucional de record i memòria impulsat pel Memorial Democràtic de Catalunya i l'Ajuntament de Sabadell.